# Metodo di Cross
Il metodo di Cross è un procedimento ideato dall'ingegnere Hardy Cross per risolvere strutture a telaio staticamente indeterminate.
Questo procedimento è stato successivamente applicato con successo anche alle reti di condotte in pressione.
La popolarità del metodo di Cross è inevitabilmente declinata con la progressiva diffusione dei personal computer.

## Applicazione al calcolo delle strutture iperstatiche
Il metodo di Cross viene in questo caso detto anche metodo di bilanciamento dei momenti, e permette di risolvere i telai a nodi fissi.

## Applicazione alle reti idrauliche
Il metodo (che in questo caso viene anche chiamato metodo di bilanciamento delle portate) si può applicare nel caso di reti a maglie chiuse in equilibrio (nel caso di maglie aperte la risoluzione non richiede un procedimento iterativo). Nel seguito si descrive il caso in cui le portate vengono immesse o sottratte nei nodi; è tuttavia possibile applicare questo metodo anche nel caso in cui la variazione possa avvenire anche lungo i singoli rami (e.g. per portate erogate uniformemente sulla lunghezza, si può immaginare che metà sia prelevata all'inizio del ramo e l'altra metà alla fine, commettendo così un piccolo errore).
Essendo il sistema a maglie chiuse, se si indica con {\displaystyle N} il numero di nodi e con {\displaystyle M} il numero di maglie, si ha che il numero di equazioni a disposizione è pari a {\displaystyle N+M-1}, che è esattamente uguale al numero di incognite: il sistema è quindi determinato.
Per semplicità di trattazione si considera valida l'ipotesi di condotta lunga, quindi le perdite localizzate sono trascurabili rispetto a quelle continue; queste ultime si possono in particolare valutare con formule monomie del tipo di Darcy-Weisbach:
{\displaystyle \Delta H=\beta {Q^{2} \over D^{m}}L}
Si possono ipotizzare già noti sia il diametro della condotta {\displaystyle D}, sia la lunghezza {\displaystyle L}, e riunire quindi i termini noti in un unico coefficiente {\displaystyle r}.
Per risolvere la rete, devono essere soddisfatti due bilanci:
- continuità delle portate per ciascun nodo del sistema (assegnando un segno diverso a seconda che la portata sia entrante o uscente):

{\displaystyle \sum _{nodo}Q_{k}=0}
- principio di unicità della quota piezometrica in un nodo, ovvero percorrendo una maglia chiusa, la quota piezometrica di partenza aggiustata con le variazioni di carico incontrate lungo il percorso deve essere uguale a quella iniziale:

{\displaystyle \sum _{maglia}\Delta H_{k}=0\to \sum _{maglia}\beta _{k}{Q_{k}^{2} \over D_{k}^{m}}L_{k}=\sum _{maglia}r_{k}Q_{k}^{2}=0}
Preliminarmente, per ogni ramo della rete si assegna un verso di percorrenza e un valore della portata; conseguentemente, le perdite di carico idraulico sono positive
se il verso della portata scelto è concorde con il percorso scelto per la maglia (orario o antiorario).
Visto che la seconda equazione generalmente non dà risultato zero al primo tentativo (ovvero non c'è un perfetto bilanciamento), si può imporre che sia
{\displaystyle \sum _{maglia}r_{k}(Q_{k}+Q_{c})^{2}=0}
ovvero si introduce una portata correttiva {\displaystyle Q_{c}} che permette di bilanciare nuovamente i carichi sulla maglia considerata.
Ipotizzando che {\displaystyle Q_{c}<Q_{k}}, a maggior ragione deve essere {\displaystyle Q_{c}^{2}<<Q_{k}^{2}} e quindi, risolvendo l'equazione si ottiene:
{\displaystyle Q_{c}=-{\sum _{maglia}r_{k}Q_{k}^{2} \over 2\sum _{maglia}r_{k}Q_{k}}}
A questo punto, sommando algebricamente questa correzione ai vari rami che compongono la maglia presa in considerazione, le equazioni di continuità ai nodi rimangono soddisfatte. Effettuando ripetutamente tale bilancio per tutte le maglie che compongono il sistema, il metodo dovrebbe convergere abbastanza velocemente.